# Роберт Врхота
Роберт Врхота (настоящие имя и фамилия — Йозеф Врхота) (чеш. Robert Vrchota; 13 января 1920, Хлум-в-Тржебоне, Чехословакия (ныне Тршебонь, в районе Йиндржихув-Градец Южночешского края Чехии) — 25 апреля 1993, Прага, Чехия) — чешский и чехословацкий актёр театра, кино и телевидения.

## Биография
Сын плотника.
Дебютировал в 1939 году, как актёр передвижной театральной труппы. В 1941—1948 годах выступал в Восточно-чешском театре в Пардубице, в 1952—1956 годах — в Музыкальном театре в Карлине, в 1956—1980 годах — в Театре Колина.
Благодаря высокому росту и приятной внешности вначале играл героев-любовников. Позже драматические и комедийные роли. Среди его известных ролей - Громов («Аристократы»), Хиггинс («Пигмалион» Шоу), Фальстаф («Веселые жены Виндзора» Шекспира).
Снимался в кино и на телевидении. Дебютировал на экране в конце немецкой оккупации. За свою карьеру сыграл в 132 художественных и телевизионных фильмах.

## Избранная фильмография
- 1987 — Хомяк в ночной рубашке — журналист
- 1983 — Ветер в кармане
- 1981 — Эта минута, этот миг — Музиль, кофейщик
- 1981 — Браконьеры
- 1979 — Смерть на автостопе
- 1977 — Как вырвать зуб у кита
- 1977 — Больница на окраине города — председатель
- 1976 — Лето с ковбоем — мясник
- 1975 — Операция в Стамбуле
- 1974—1979 — Тридцать случаев майора Земана
- 1971 — Женщины вне игры
- 1968 — Очень грустная принцесса
- 1966 — Барышни придут позже — Косина, надпоручик ОБ
- 1965 — Белая пани — оружейник
- 1960 — Пятый отдел — эпизод
- 1958 — Позвони моей жене — Грегор, друг Владимира, пилот
- 1957 — Золотой паук — Мирослав Грушка
- 1956 — Фокус, пожалуйста!
- 1956 — Поправьте фокус!
- 1955 — Мой друг Фабиан
- 1955 — Гора на ветру — Людвик Микула
- 1949 — Дикая Бара — лесник
- 1948 —  Пограничная улица — гестаповец Ханс, жених Ванды
- 1948 — Немая баррикада — сержант
- 1947 — Похищенная граница
- 1947 — Никто не знает ничего — Карел Буреш, инженер, жених Веры
- 1946 — Панчо женится